# هوف (راینلاند-فالتس)
هوف (به آلمانی: Hof) یک شهر در آلمان است که در وستروالدکرایس واقع شده‌است. هوف ۱٬۲۶۱ نفر جمعیت دارد.